# جون جي هيون
جون جي هيون (بالكورية: 전지현)‏ هي ممثلة كورية جنوبية. ولدت في 30 أكتوبر 1981 في سول في كوريا الجنوبية. بدأت مسيرتها الفنية عام 1997.

## الأعمال

### أفلام
| السنة | العنوان                  | الدور                |
| ----- | ------------------------ | -------------------- |
| 2001  | فتاتي الجريئة            | الفتاة               |
| 2009  | دماء: مصاص الدماء الأخير | سايا أوتوناشي        |
| 2012  | اللصوص                   | ينيكال               |
| 2013  | ملف برلين                | ريون جونغ هي         |
| 2015  | اغتيال                   | آن أوك يون / ميتسوكو |

### مسلسلات
| السنة     | العنوان              | الدور               |
| --------- | -------------------- | ------------------- |
| 2013–2014 | حبيبي من نجم آخر     | تشيون سونغ يي       |
| 2016–2017 | أسطورة البحر الأزرق  | سيم تشيونغ / سي هوا |
| 2020      | المملكة              | أشين                |
| 2021      | جيريسان              | سيو يي كانغ         |
| 2021      | المملكة: أشين الشمال | أشين                |
| 2025      | العاصفة              | سيو مون-جو          |

## روابط خارجية
جون جي هيون على موقع IMDb (الإنجليزية)
- جون جي هيون على موقع ألو سيني (الفرنسية)
- جون جي هيون على موقع ميوزك برينز (الإنجليزية)
- جون جي هيون على موقع قاعدة بيانات الفيلم (الإنجليزية)
- جون جي هيون على موقع كينوبويسك (الروسية)